# Fabrice Bouthillon
Fabrice Bouthillon est un historien français, licencié de théologie catholique à l'université de Strasbourg, normalien et ancien élève de l'École française de Rome. Il est actuellement professeur à l'université de Bretagne occidentale, à Brest. Il est spécialisé en histoire religieuse du monde contemporain, en histoire diplomatique et en histoire des totalitarismes.  
Biographie : Il est l'auteur des Schèmes que l'on abat. À propos du gaullisme (Plon, 1995), de La naissance de la Mardité, une théologie politique à l'âge totalitaire (PUS, 2001), d'une Brève Histoire philosophique de l'Union Soviétique (Plon, 2003), de L'illégitimité de la République (Plon, 2005) et de Et le bunker était vide (Hermann, 2007) qui est une interprétation du testament politique d'Adolf Hitler et pour lequel il a obtenu en 2009 le prix Henri-Hertz. Il collabore aussi régulièrement à la revue scientifique fondée par Raymond Aron, Commentaire, pour laquelle il a développé des réflexions sur le centrisme, le catholicisme ou le négationnisme. En 2011 est sorti Nazisme et Révolution, Histoire théologique du national-socialisme, 1789-1989, chez Fayard,.
Pour Fabrice Bouthillon, il existe un continuum entre le bonapartisme, qu'il considère comme un centrisme par addition des extrêmes, et les régimes totalitaires du XXe siècle, du fait de la fracture opérée par la Révolution française dans l'Europe entière. La principale occupation des gouvernements aurait été au cours des XIXe siècle et XXe siècle de refermer cette brèche, en recourant au centrisme, pour pallier toute guerre civile. Deux solutions s'offraient alors aux dirigeants politiques : le centrisme par exclusion des extrêmes (Philippe d'Orléans, Otto von Bismarck) et le centrisme par addition des extrêmes (Napoléon Ier, Staline, Hitler). La différence entre le simple centrisme par addition et le totalitarisme réside dans la présence ou non d'un chef charismatique, ce qui n'était pas le cas de Napoléon, par exemple[réf. nécessaire].
Les trois livres L'illégitimité de la République, Brève histoire philosophique de l'Union soviétique et Nazisme et révolution constituent une trilogie titrée L'ironie de l'histoire sur l'histoire des totalitarismes qui, selon Bouthillon, proviennent de la Révolution française.
Ami et ancien condisciple de la rue d'Ulm du plasticien et écrivain, Alberto Velasco, il a œuvré pour une publication posthume de ses textes, et notamment de son recueil de nouvelles, Le Quantique des quantiques (Éditions Hermann, 2010).

## Publications

### Ouvrages
- Fabrice Bouthillon, Les schèmes qu'on abat : à propos du gaullisme, Paris, Editions de Fallois, 1995, 72 p. (ISBN 978-2-87706-253-4, OCLC 34256926)
- Fabrice Bouthillon, Le Principe d'Inceltitude. Considérations ouessantines sur l'exégèse de l'Epître aux Galates, Plougastel-Daoualas : Les Cahiers Hopala, 1999, 30 p.
- Fabrice Bouthillon, La naissance de la mardité : Une théologie politique à l'âge totalitaire : Pie XI, 1922-1939, PU Strasbourg, 2002, 334 p. (ISBN 978-2-86820-192-8)
- Fabrice Bouthillon, Brève histoire philosophique de l'Union soviétique, 2003, 192 p. (ISBN 978-2-259-19644-4)
- Fabrice Bouthillon, L'illégitimité de la République : Considérations sur l'histoire politique de la France au XIXe siècle, 1851-1914, Paris, Plon, 2005, 312 p. (ISBN 978-2-259-19645-1 et 2259196454)
- Fabrice Bouthillon, Et le bunker était vide : lecture du testament politique d'Adolf Hitler, Paris, Editions Hermann, 2007, 96 p. (ISBN 978-2-7056-6679-8)
- Fabrice Bouthillon, Nazisme et révolution : histoire théologique du national-socialisme, 1789-1989, Paris, Fayard, 2011, 329 p. (ISBN 978-2-213-65600-7 et 2213656002) (incluant Et le Bunker était Vide).
- Fabrice Bouthillon et Marie Levant, Pie XI, un pape contre le nazisme ? : L'encyclique Mit brennender Sorge, Brest, Éditions Dialogues, coll. « Nes ouvertures », 2016, 452 p. (ISBN 978-2-36945-033-7).
- Fabrice Bouthillon, L'impossible université, Brest, Éditions Dialogues, 2017, 107 p. (ISBN 978-2-36945-059-7).
- Fabrice Bouthillon, Bonaparte comme précurseur : Rapport sur la banalité du mâle, Brest, Éditions Dialogues, 2019, 200 p. (ISBN 978-2369450771).
- Fabrice Bouthillon, Une voix dans Rama : Jules Vallès, le bon usage du journalisme et les abus sexuels du clergé, Brest, Éditions Dialogues, 2020, 57 p. (ISBN 978-2369450788).
- Fabrice Bouthillon, Situer le fascisme : L'addition italienne des extrêmes (1914-1945), Paris, Éditions du Cerf, 2025 (ISBN 978-2204165457).

### Ouvrage en collaboration
- COL Norbet (Dir.), Écritures de soi, L'Harmattan, 2007, 412 p.

### Articles
- Liste des articles publiés par la revue Commentaire (1988-2013)